# 90 millas
90 Millas (pronuncia "noventa miyas") è l'undicesimo album discografico (il quarto in lingua spagnola) della cantante statunitense di origine cubana Gloria Estefan, pubblicato nel 2007.

## Tracce
1. Me Odio – 3:15
2. No Llores (feat. Carlos Santana, José Feliciano & Sheila E.) – 4:10
3. Lo Nuestro – 4:14
4. Píntame De Colores – 3:32
5. Caridad – 3:20
6. Yo No Cambiaría – 3:41
7. Bésame – 3:52
8. Refranes – 2:59
9. A Bailar – 3:42
10. Esta Fiesta No Va' Acabar – 3:50
11. Volveré – 3:46
12. Esperando (Cuando Cuba Sea Libre) – 4:40
13. Morenita – 4:13
14. 90 Millas (feat. La India) – 4:40

## Classifiche
| Paese             | Posizione raggiunta |
| ----------------- | ------------------- |
| Argentina         | 3                   |
| Belgio (Fiandre)  | 66                  |
| Belgio (Vallonia) | 93                  |
| Francia           | 106                 |
| Germania          | 46                  |
| Italia            | 17                  |
| Messico           | 17                  |
| Paesi Bassi       | 1                   |
| Spagna            | 3                   |
| Stati Uniti       | 25                  |
| Svizzera          | 4                   |